# Molignana
Molignana è una contrada del comune di Acquaviva delle Fonti, nella città metropolitana di Bari sita nei pressi della masseria omonima.

## Monumenti e luoghi d'interesse

### Masseria Molignana
Il nome di questa masseria deriva dai Molignani, cognome di una famiglia napoletana che si trasferì dal XVI secolo ad Acquaviva delle Fonti: lo stemma, oggi distrutto, era sistemato sul portone d'ingresso della costruzione. La masseria ha sei stanze, due stalle, un recinto per animali ed al centro un enorme cortile. Nel periodo estivo, essa era abitata al primo piano dai proprietari e durante tutto l'anno, al pian terreno, dai fittavoli che si occupavano del bestiame e coltivavano il terreno.